# Ботанічна ілюстрація
Ботанічна ілюстрація — мистецтво зображення форми, кольору, деталей рослин.
Ботанічні ілюстрації переважно виконують в техніці акварелі, але також використовують олійні фарби, туш, олівець, або поєднання різних технік. Зображення може бути в натуральну величину або у певному масштабі, може показувати життєвий цикл та/або середовище зростання рослини, обидві сторони листків, деталі квітів, бутонів, насіння та кореневої системи.
Ботанічні ілюстрації часто друкуються поруч з ботанічним словесним описом рослин у книгах, журналах та інших наукових ботанічних виданнях. Деякі з них продаються як витвори мистецтва.
Створення таких ілюстрацій вимагає від автора-художника розуміння морфології рослин, доступу до натурних (живих, природних) зразків або гербарію. Ботанічні ілюстрації найчастіше створюються під час спільної роботи художника-ілюстратора та консультанта-ботаніка.

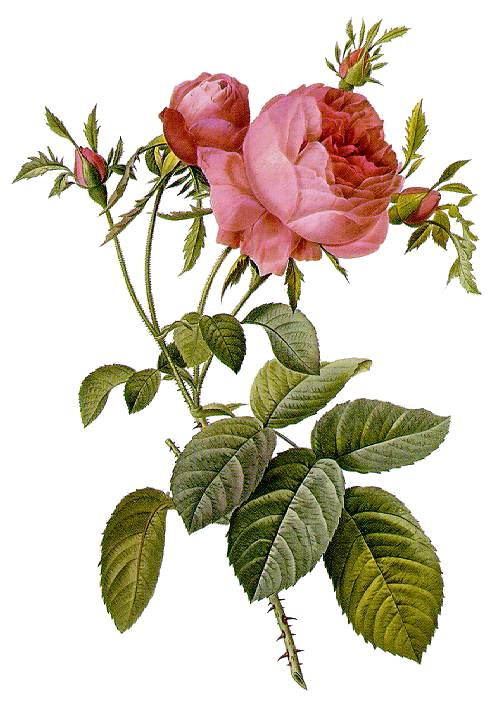
Ботанічна ілюстрація П.-Ж.Редуте Rosa centifolia

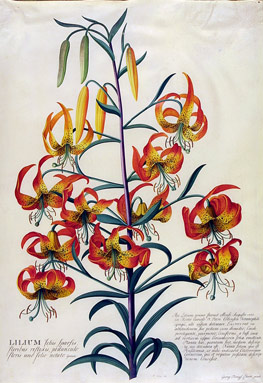
Lilium superbum, ілюстрація Георга Діонісіуса Ерета (1708-70), About 1750–53, Watercolor and gouache on vellum V&A Museum no. D.589-1886

## Історія
Багато ранніх фармакопеїв включали зображення рослин. Це робилося з метою кращого розпізнавання того чи іншого виду, зазвичай, у лікувальних цілях. Точний опис та зображення рослин до появи таксономії було принципово важливим при виготовленні лікарських препаратів. Найдавнішою збереженою ілюстрованою ботанічною працею є Codex vindobonensis. Це копія De Materia Medica Діоскорида, і була зроблена в 512 році для Юліани Аніції, дочки колишнього імператора Західної Римської імперії Олібрія. На той час існувала проблема точного опису рослин, через розбіжності між регіонами та мовами, до введення таксономії, і це було потенційною небезпекою для використання лікарських препаратів. Низька якість друку ранніх робіт іноді викликала труднощі в ідентифікації зображеного виду.
У XVI столітті швейцарський лікар Конрад Ґеснер (1516–1568) вивчав рослини та створив тисячі малюнків різних частин рослин. Постійно вправляючи руку та очі, він удосконалював свої ілюстрації. Геснер виявляв характерні для рослин ознаки, покращуючи якість наукового малюнка. Його нариси стали ескізами для ілюстрацій його книги «Enchiridion historiae plantarum» (1541).
З появою та виданням систем ботанічної номенклатури з їх гранично точним описом рослин графічні або мальовничі ботанічні ілюстрації стають необов'язковими. Однак саме у той час серед художників з'являється спеціалізація, а потім та професія ботанічного ілюстратора. Ботанічні ілюстрації у той час (втім, як і всі інші ілюстрації) створювалися у техніці ксилографії.
У XVIII столітті поліпшення типографської справи дозволило друкувати ілюстрації більш точно у кольорі та у деталях. Гравюра на металі поступово заміняла ксилографію як основну техніку ботанічної ілюстрації. Кожний ілюстрований лист книги розфарбовувався від руки аквареллю. Це була дуже кропітка робота, яка дорого коштувала. Видання великих, докладних ілюстрованих ботанічних книг було справою державного значення — за ними судили, у тому числі, про технічні та інтелектуальні можливості цілих держав.
Зростаючий інтерес до ботанічних книг з боку провідних ботаніків та натуралістів, а також заможних власників маєтків, парків та садів, призвів до збільшення попиту — ілюстрації стали з'являтися і в книгах, розрахованих не лише на вузьких фахівців, але і на масового, хоча і заможного, читача. Цьому сприяло розвиток наприкінці XVIII — початку XIX століть торцевої гравюри на дереві, техніки більш досконалої, ніж обрізна ксилографія. Гравюра на дереві дозволяла великим майстрам передавати найскладніші колірні й тональні співвідношення і у зв'язку з цим не вдаватися до розфарбовування відбитка (естампа) від руки. Це робила останню не настільки дорогою, як гравюра на металі.
Ботанічні ілюстрації стали включати в себе такі види видань, як польові визначники, описи гербаріїв та колекцій, журнали. Розвиток фотографії та пов'язаних з нею способів друку аж ніяк не зробив ілюстрацію, виконану художником, старомодною. Ботанічний ілюстратор здатний створити гармонію точності та образності, сплести кілька природних зразків, щоб показати єдине ціле, одночасно показати і лицьову і зворотну сторони предметів (наприклад, листя). Крім того, дрібні деталі та частини рослин можна збільшити, щоб показати їх немов під мікроскопом, і розмістити їх на вільних місцях малюнка.

## Знамениті книги з ботанічними ілюстраціями
- «Віденський Діоскорид» (лат. Códex Vindobonénsis) — манускрипт VI століття, копія роботи натураліста античності Діоскорид «De materia medica» (Про лікарські сполуках).
- «Gottorfer Codex» — атлас рослин замку Готторп, створений в 1649–1659 роках гамбурзьким художником Hans Simon Holtzbecker за замовленням Фрідріха III. Атлас складається з 4 томів та містить 377 ілюстрацій, останнім часом атлас зберігається в Копенгагені.[6]
- Curtis's Botanical Magazine  — ботанічний журнал.
- «Flora Rossica» — робота П. С. Палласа 1784 і 1788 років, містить сто ілюстрацій.
- «Flora Graeca[en]»  — багатотомне видання XVIII століття, випущене художником Фердинандом Бауером та ботаніком Джоном Сібторпом, що містить опис рослин Греції.
- «Illustrationes Florae Novae Hollandiae» — книга Фердинанда Бауера, опублікована 1813 року.
- «English Botany[en]»  — періодичне видання «Англійська ботаніка», випущене в 36 томах з 1790 по 1813 роки ботаніком Джеймсом Едвардом Смітом та художником Джеймсом Совербі. Повна назва: English Botany or, Coloured Figures of British Plants, with their Essential Characters, Synonyms and Places of Growth.
- «Flora Altaica» з ілюстраціями  «Icones plantarum novarum vel imperfecte cognitarum, floram rossicam, imprimis altaicam illustrantes» К. Ф. Ледебура, 1829–1834
- «Deutschlands Flora in Abbildungen nach der Natur mit Beschreibungen» (Флора Німеччини в малюнках, з описом) Якоба Штурма 1796–1862
- «Flora Danica» — ботанічний атлас флори Данського королівства. складається з 51 частини, видавався в 1761–1883 роках.
- «Flora von Deutschland, Österreich und der Schweiz in Wort und Bild für Schule und Haus» (Флора Німеччини, Австрії та Швейцарії в оповіданнях та образах для школи та дому) О. В. Томе 1885
- «Köhler's Medizinal-Pflanzen» — довідник з лікарських рослин, складається з 3 томів (1883–1914), містить близько 400 ілюстрацій.
- «Bilder ur Nordens Flora» — ілюстрована робота Карла Ліндмана про флору північних країн, що випускалася в 1901–1905, 1917, і 1977–1978 роках.
- «The Banksias»  — тритомна монографія, що містить зображення всіх різновидів роду Банксія (Banksia) Це перший випадок, коли настільки великий рід був повністю намальований одним художником Селією Россер. Вважається, що це одна з видатних ботанічних робіт XX сторіччя.

## Видатні художники— ілюстратори ботанічних видань
- Ненсі Адамс
- Джордж Френч Ангас[en]
- Алоїз Ауер[en]
- Франсуаза Басспорт
- Фердинанд Бауер
- Франц Бауер
- Присцилла Сьюзен Бері
- Елізабет Блеквел
- Гаррі Болус
- Анрієтт Вінсент
- Еллафі Ворд-Гілгорст[en]
- Діоскорид
- Барбара Джепе[en]
- Катаріна Гелена Доррієн
- Барбара Еверард[en]
- Сиденем Едвардс
- Джеймс Генрі Емертон[en]
- Джеймс Ендрюс[en]
- Георг Діонісіус Ерет
- Атанасіо Ечеверрія
- Марк Кейтсбі[en]
- Марта Кінг
- Ліза Клоке[en]
- Джилліан Конді[en]
- Леон Круаза[en]
- Ситна Летті
- Карл Аксель Магнус Ліндман
- Алоїс Лунцер
- Льюїс Робертс[en]
- Марія Сибілла Меріан
- Маргарет Мі
- Вальтер Мігуля
- Жак ле Муан[en]
- Маріанна Норт
- Клод Обріє
- Ернестін Панкук
- Сідней Паркінсон
- Енн Пратт
- П'єр Антуан Пуато
- П'єр-Жозеф Редуте
- Альфред Ріокре
- Елліс Ровен
- Селія Россер
- Сара Роудс[en]
- Вера Скарт-Джонсон[en]
- Доротея Еліза Сміт[en]
- Матильда Сміт
- Ліліан Снеллінг
- Джеймс Совербі
- Герард ван Спандонк
- Еліс Танджеріні[en]
- Елізабет Твайнінг
- Отто Вільгельм Томе
- Френсіс Елізабет Тріпп[en]
- П'єр Жан Франсуа Тюрпен
- Волтер Гуд Фітч
- Якоб Штурм